# پرش فضایی

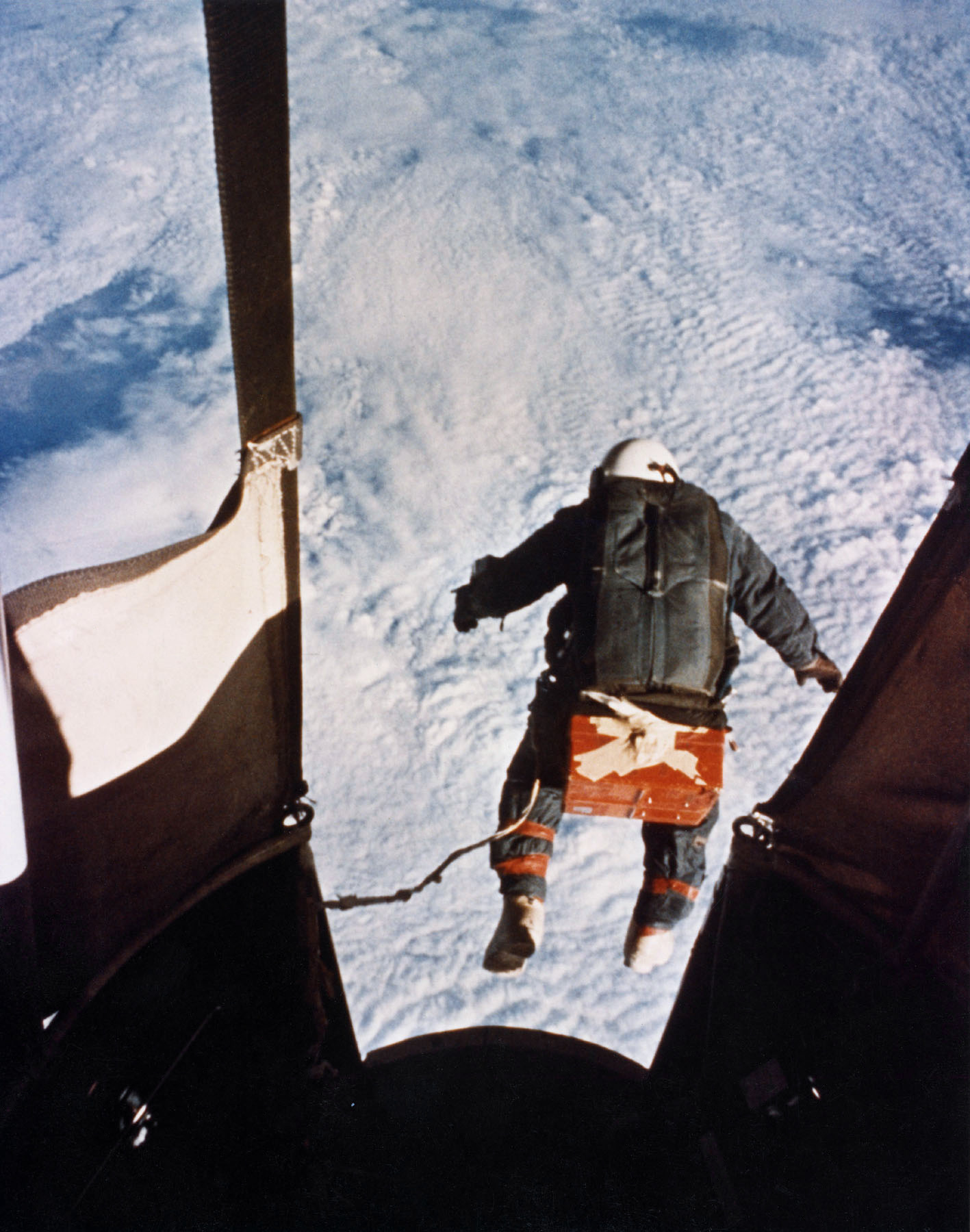
پرشِ کیتینگر از بالونِ هلیومی در 102,800 ft.

پرش فضایی یا پرش از لبهٔ فضا پریدن از هواپیما یا فضاپیما و سقوط به جو زمین، پیش از چتربازی و فرود به سطح زمین است. خط کارمن، فاصلهٔ پذیرفته شدهٔ بین‌المللی به عنوانِ جایی است که فضا در فاصلهٔ ۱۰۰ کیلومتری (۶۲ مایلی) از سطح دریا آغاز می‌شود. این تعریف بوسیلهٔ فدراسیون بین‌المللی هوانوردی (FAI) بعنوانِ حدِ استانداردِ بین‌المللی برای هوانوردی و فضانوردی پذیرفته شده است.
تا به امروز چندین پرش از مرزِ فضا و استراتوسفر با موفقیت انجام شده است.